# Petoa (ort)
Petoa är en ort i Honduras.   Den ligger i departementet Departamento de Santa Bárbara, i den västra delen av landet, 170 km nordväst om huvudstaden Tegucigalpa. Petoa ligger 270 meter över havet och antalet invånare är 1 067.
Terrängen runt Petoa är kuperad. Runt Petoa är det ganska glesbefolkat, med 27 invånare per kvadratkilometer. Närmaste större samhälle är San Marcos, 14,7 km väster om Petoa. 